# 生 (仏教)
仏教用語の生（しょう）は、パーリ語のJāti（ジャーティ）に由来する概念であり、サンサーラ（saṃsāra）によって新しい生命として、繰り返し存在しつづけることを指す（輪廻）。
仏教の教えでは、ジャーティは以下の文脈で使われる。
- 四諦（苦、集、滅、道）においては、苦の一面として。
- 十二因縁における11番目として。
- 四相（生、住、異、滅）のひとつとして[1] 。なお、生、住、異、滅それぞれの要素は、説一切有部の五位七十五法のうち、心不相応行法の一部をなす[2]。

## 種別
伝統的な仏教思想では、ジャーティには4つの形態がある（四生）。
- 卵からの誕生 (サンスクリット語: Andaja; パーリ語: Aṇḍaja; 卵生; チベット語: Sgongskyes) - 鳥、魚、爬虫類など。
- 子宮からの誕生 (サンスクリット語: Jarayuja; パーリ語: Jalābuja; 胎生; チベット語: Mnal-skyes) — ほとんどの哺乳類と、庶民的な天部ら。
- 霧からの誕生 (サンスクリット語: Samsvedaja; パーリ語: Saṃsedaja; 濕生; チベット語: Drod-skyes) — 腐った肉に生まれる蛆虫など（微生物の卵を指すであろう）。
- 転生による誕生 (サンスクリット語: Upapaduka; パーリ語: Opapatika; 化生; チベット語: Rdzus-skyes) — 奇跡的な実体化、大部分の天部ら。

生によって獲得されるものに、釈迦は以下を挙げている。

比丘たちよ、生（jāti）とは何か？　それぞれの衆生が、それぞれの種別（nikāye）において、生（jāti）、発生（sañjāti）、出現（okkanti）、発生（nibbatti）、生起（abhinibbatti）、蘊の顕現、諸処の獲得。	比丘たちよ、これが生と呼ばれる。
—パーリ仏典,  相応部 12-2分別経, Sri Lanka Tripitaka Project

## 四諦において
四諦においてジャーティは、苦の一面として示されている。たとえば初転法輪においては

比丘たちよ、苦の諦とは以下である。

すなわち、生は苦である、老は苦である、病は苦である、死は苦である、

怨憎するものに会うことは苦である、愛するものと別居するのは苦である、求めて得られないのは苦である。

要するに五取蘊は苦である。

Ajahn Sucittoは仏教の観点から、出生にかかわる困難やドゥッカについて以下を説明している。

どのようにジャーティは難しいのか、そして苦が伴うのか？ まあ、出生は物理的に痛いものである。赤ちゃんがどんなに苦しんでいるか注目してください。 現世に産まれることは、絶望的で恐ろしい経験に違いない。
今日の世界に生きる大部分の人々にとって、それは（胎内という）栄養が保証された環境の終わりと、生き残るための闘争の始まりを意味するからだ。 ごく一握りの、豊かな社会に暮らす特権的な人であっても、生まれてからは、身体的不快感が必ずあるし、また快適性、財産、健康らを維持したり守る必要がでてくる。 いずれの場合でも出生とは、その長期的・短期的な結果は明らかに死であり、その道筋は究極的には避けがたい消滅である。 出生の結果としてもたらされる喜びが何であろうと、出産には、遅かれ早かれ発生する苦やストレスの要素が含まれている。

出生は、達成を追い求める「未達成状態」と見ることもできる。つまり出生は、需要の始まりであり、それは何かの発生を伴った影の気分である。

## 十二因縁
ジャーティは十二因縁の11番目に位置づけられる。それは有（ビハーバ, bhava）の結果であり、それに続く老いと死（老死）の始まりである。すなわち、生まれたからには、必ず老いて死ぬという事である。

Anantaraṃ hi jātassa jīvitā maraṇaṃ dhuvaṃ,

Jātā jātā marantīdha evaṃ dhammā hi pāṇino.
生まれたものには、生の次に必ず死がある。生まれては生まれ、（そして）死す。

実に、命あるものどもは、このような定め（法）がある。
—パーリ仏典,  テーラガーター, 553, Sri Lanka Tripitaka Project